# Битка при Гуадарама
Битката при Гуадарама е първата битка от Гражданската война в Испания, включваща войски, лоялни на Втората испанска република в планината Гуадарама.
Битката започва през последната седмица на юли и в началото на август 1936 г. Националистическата войска, изпратена от генерал Емилио Мола, се опитва да пресече планинските проходи на Сиера де Гуадарама и да достигне Мадрид на север, но републиканските части, съставени от милиционери и войски, разпуснати от правителството, напускат Мадрид, за да спрат националистите. Републиканската страна има успех и националистическите войски не успяват да преминат планинските проходи.

## Операции
На 19 юли, след като Мола поема контрола над Навара след обявяване на военно положение, той изпраща полковник Гарсия Ескамес на юг начело на войска, за да подкрепи преврата в Гуадалахара. Когато колоната е на около 30 километра от целта си, разбират, че превратът в Гуадалахара вече се е провалил и е в ръцете на правителствените сили от Мадрид.
Полковник Гарсия Ескамес решава вместо това да отиде до прохода Сомосиера, най-източният проход от Северното плато до Мадрид, който пресича Сиера де Гуадарама. Той се натъква на група монархисти от Мадрид, включително Хоакин Сатрустеги и Карлос Миралес, които защитават железопътния тунел срещу правителствените сили, превзели Гуадалахара. В сряда, 22 юли, колоната на Ескамес успява да осигури контрол над прохода, жизненоважен за напредването към Мадрид.
В полунощ във вторник, 21 юли, друга бунтовническа колона, съставена от триста души, командвани от полковник Серадор, напуска Валядолид „сред сцени на неописуем ентусиазъм“. Генерал Хосе Санхурхо продължава с мисията за окупиране на другия важен проход в Сиера де Мадрид, Алто дел Леон, разположен на запад от Сомосиера. Когато са на място, те установяват, че той вече е окупиран от група милиционери от Мадрид, но успяват да ги прогонят оттам и на 25 юли той вече е в тяхно владение.
Нито колоните на Ескамес, нито на Серадор напредват към Мадрид, поради липса на боеприпаси и се укриват, подготвяйки се да устоят на атаката на републиканските сили. Положението им става отчайващо през следващите дни, докато накрая пристигат боеприпасите, изпратени от генерал Франко от Андалусия.
Правителствена колона под командването на полковник Мангада напуска Мадрид в посока Авила, за да се опита да изолира бунтовническите сили, окупиращи Алто дел Леон отзад. В напредването си, Мангада завладява няколко града, в които гражданската гвардия се присъединява към преврата.
Колоните от милиционери и войници доброволци, които се опитват да разбият бунтовническите войски от прохода Сомосиера, са командвани от братята Франсиско Галан, лейтенант от Гражданската гвардия, и Хосе Мария Галан, лейтенант от карабинерите. Капитан Гонзалес Хил организира така наречения батальон „Октомври“ с работници от авиационната индустрия, наред с други. Идеята за поставяне на лоялни професионални офицери да командват колоните на милицията или поне да съветват техните шефове, идва от генерал Хосе Рикелме, който командва войските в Мадрид и 1-ва дивизия.
От милиционерските части, които се бият в Сиера де Гуадарама, най-известният е Пети полк, организиран от Комунистическата партия на Испания. Тяхната отправна точка е комунистическата милиция и батальонът "La Pasionaria", сформиран в първите дни на преврата в Мадрид. Тази част е организирана по модела на Червената армия и има политически комисари, които трябва да обясняват на войниците причините за битката и да утвърждават заповедите на военните ръководители. Човекът, който вдъхновява отряда, е италианският комунист и агент на Коминтерна Виторио Видали („Карлос Контрерас“), а първият му шеф е младият комунист Енрике Кастро Делгадо. Друг комунист, който също се откроява в боевете в планините, макар и извън Пети полк, е Валентин Гонзалес „Ел Кампесино“.
Републиката има предимство в битката при Гуадарама както с артилерийско, така и с въздушно превъзходство, в допълнение към лесната логистика, осигурена от непосредствената близост до Мадрид. През август вече има около 40 000 милиционери, разположени в колони от около 300 души всяка в Мадрид, които приемат отличителни революционни имена като „Парижка комуна“ или „1 октомври“. Републиката обаче не може да разчита на редовни военни части с техните команди и оборудване, тъй като републиканското правителство на Хосе Хирал е постановило разпускането на тези части, за да спре въстанието. В допълнение, конфликтите между началниците на милицията и професионалните военни са постоянни, особено с анархистките конфедерални милиции.

## Последствия
Битката е ожесточена и води до разстрели на затворници от двете страни.
Много е трудно да се оцени броят на жертвите, тъй като броят на бойците, заминали за фронта е неизвестен, въпреки че са убити по-малко от 5 000. От страна на републиканците има много убити офицери, включително капитан Кондес, Фонтан Кадарсо и Гонзалес Хил — Кондес заедно с Луис Куенка, един от хората, свързани с убийството на Хосе Калво Сотело. Полковник Кастийо, който командва републиканските сили в Алто дел Леон е убит от собствените си хора (или вероятно се е самоубил, когато научава, че синът му е загинал в битка). От страна на бунтовниците, смъртта на водача на фалангистите Онисимо Редондо настъпва в Лабахос в престрелка с милиционери, проникнали отвъд фронтовите линии.
В края на май 1937 г. републиканците започват офанзивата в Сеговия, но опитът е неуспешен и за по-малко от седмица офанзивата се проваля. През останалата част от войната фронтът остава неподвижен до последното настъпление на бунтовниците в края на март 1939 г., което завършва войната с тяхната победа.